# Мастер Оссерванца

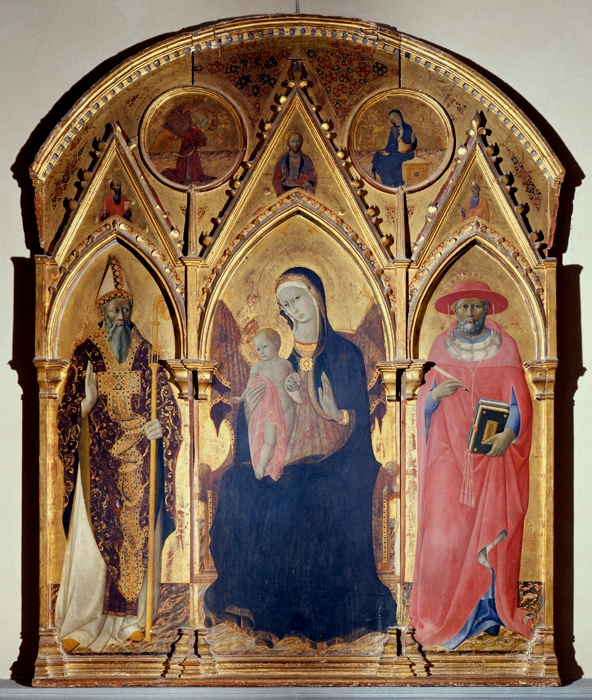
Алтарь из церкви Оссерванца. Мадонна с Младенцем и святыми Иеронимом и Амвросием. 1436

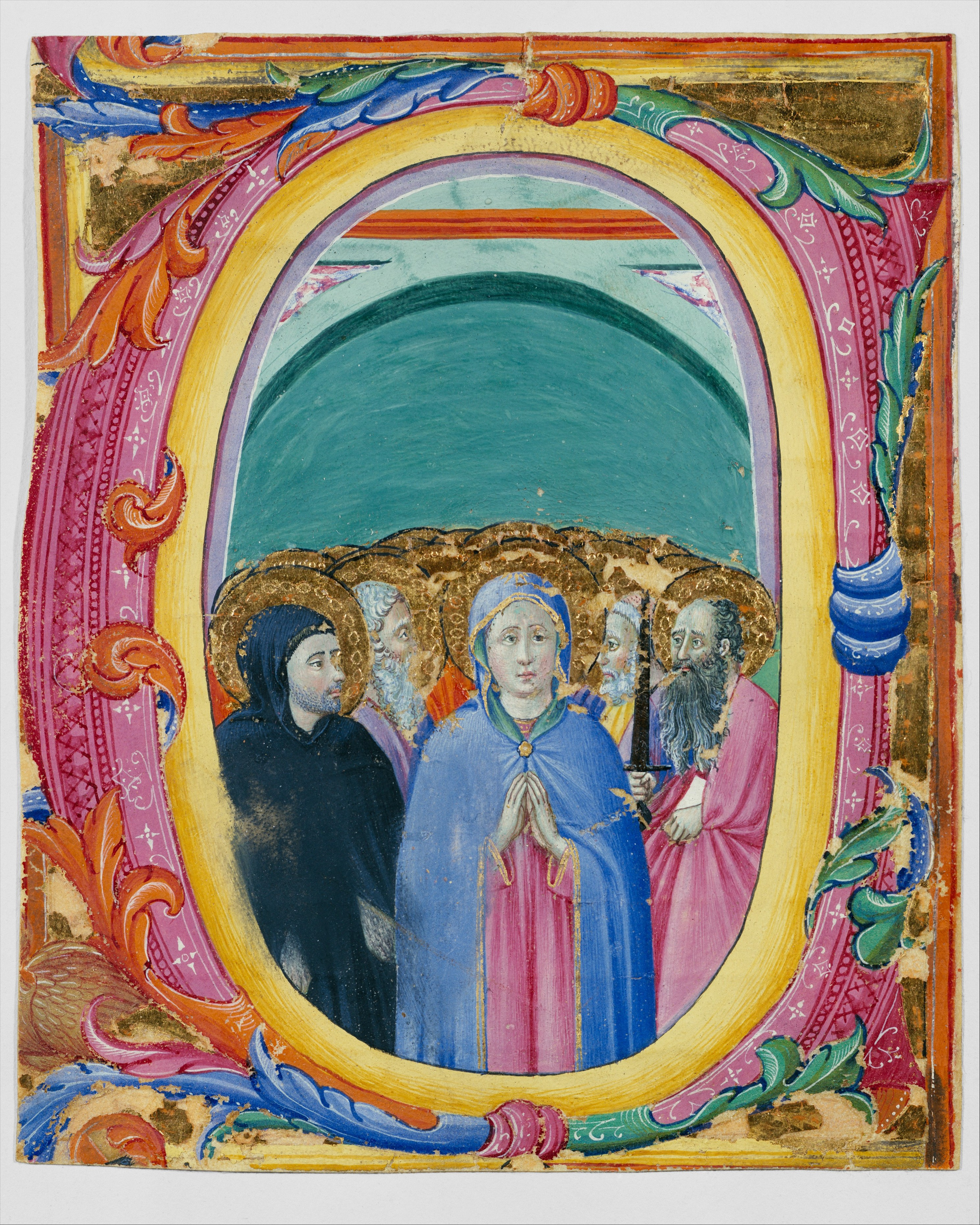
Все святые в инициалах «Е» и «О». Книга хоралов. Ок. 1430. Музей-Метрополитен, Нью-Йорк

Мастер Оссерванца, или Мастер триптиха из Оссерванца (итал. Maestro dell'Osservanza, работал приблизительно в 1430—1480-х годах в Сиене) — итальянский живописец сиенской школы периода кватроченто.

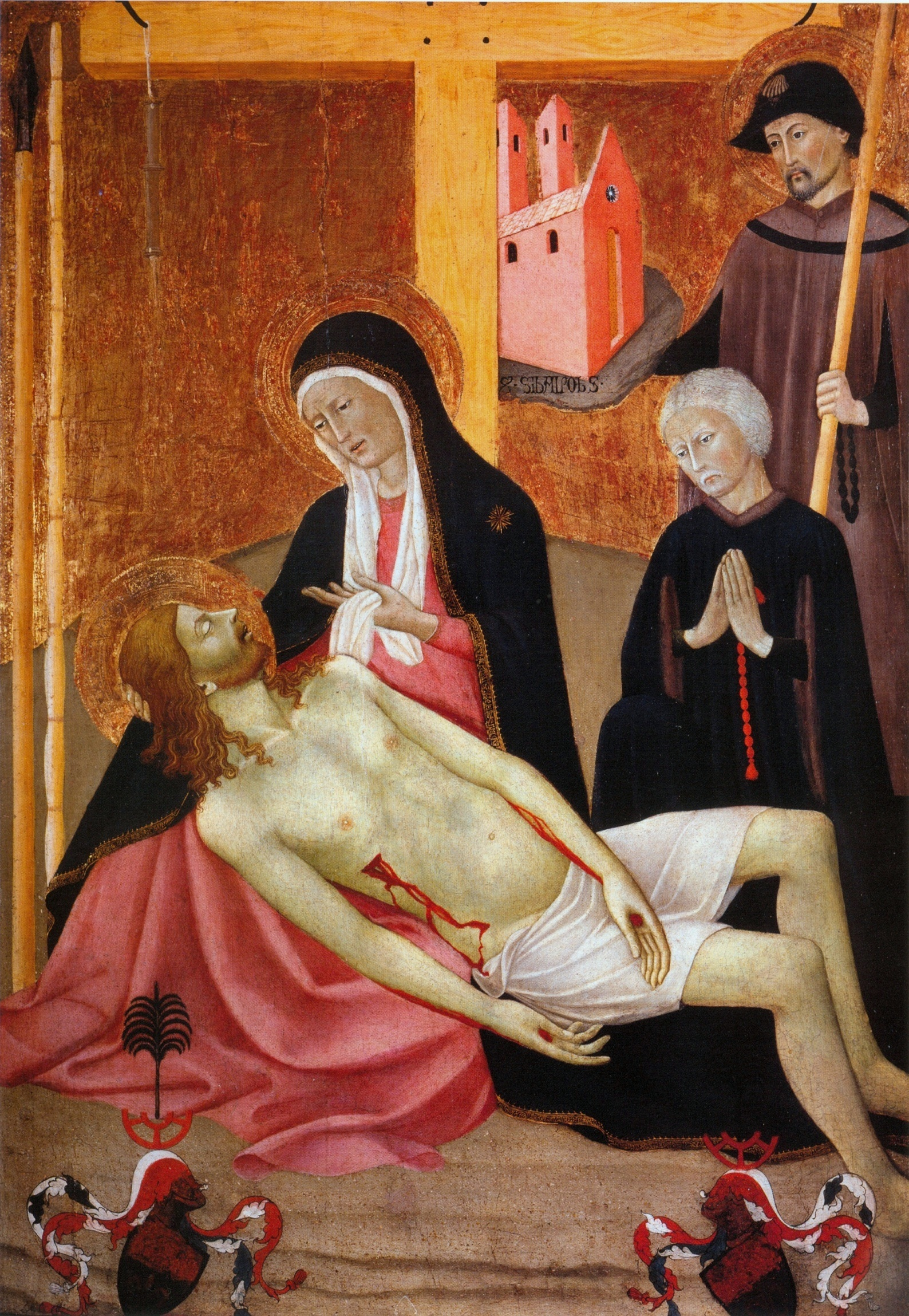
Пьета с донатором Петером Волькаммером и Святым Зебальдом. Ок. 1432. Коллекция Банка Монте деи Паски, Сиена

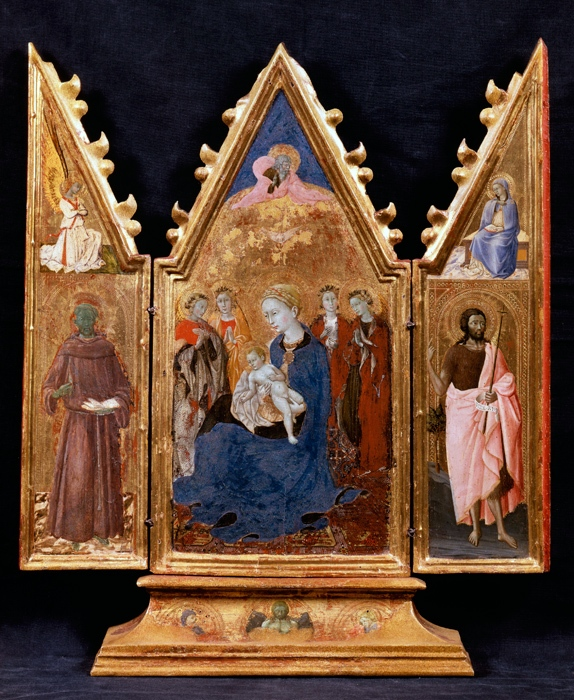
Мадонна Смирения со святыми Франциском и Иоанном Крестителем. Между 1435 и 1438. Коллекция Киджи-Сарачини, Сиена

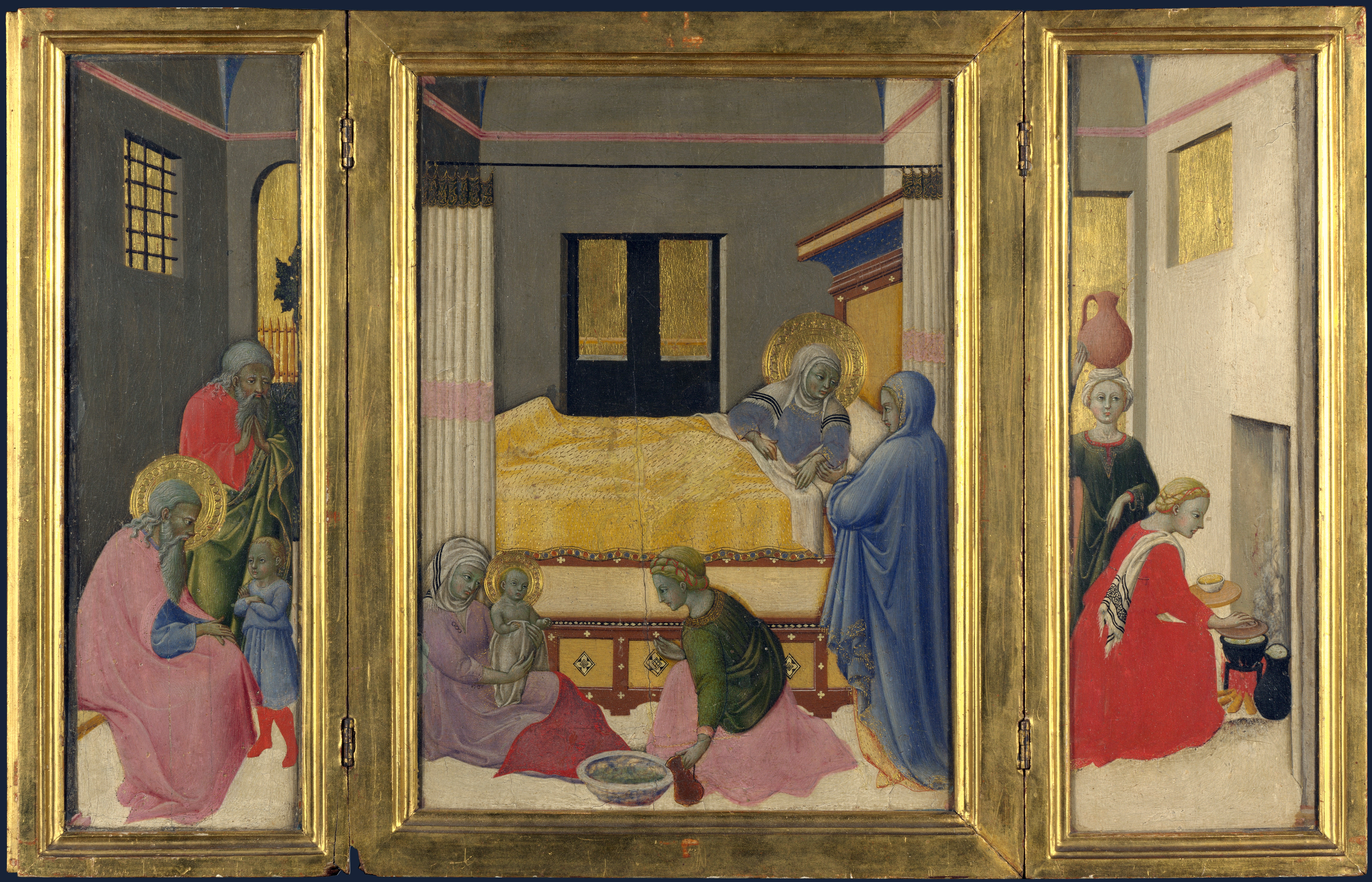
Рождество Девы Марии. Ок. 1440. Национальная галерея, Лондон

В 1940 году итальянский историк искусства Роберто Лонги, исследуя произведения сиенского художника Стефано ди Джованни, более известного как Сассетта (впервые упоминается в 1423 году, умер в 1450 году), сделал вывод, что несколько работ, которые традиционно приписывались этому мастеру, созданы совсем другим художником. Лонги назвал его «Мастером Оссерванца», основанием чему послужил выполненный им алтарь для базилики Оссерванца.
Пять основных произведений этого анонимного художника имеют достаточно определённые датировки, благодаря чему у исследователей есть возможность реконструкции его деятельности. Первую группу работ составляют миниатюры в Книге хоралов, которая была создана, по всей вероятности, для храма Сант-Агостино в Сиене. Анализ иконографии миниатюр позволяет сделать вывод, что они созданы около 1430 года с целью увековечить важное церковное событие — перенос мощей святой Моники из Остии в Рим. Заказчиком выступил, как полагают, монах-августинец Андреа Билья, который организовал специальную церковную службу по этому случаю.
Остальные работы, приписываемые Мастеру Оссерванца, — это церковные алтари.
- «Пьета со Святым Зебальдом и донатором» из коллекции Банка Монте деи Паски, Сиена, была написана до 6 ноября 1433 года в память о богатом жителе Нюрнберга Петере Волькаммере, который прибыл в Сиену в свите короля Сигизмунда, скончался 5 сентября 1432 года и был похоронен в Сиенском соборе. Именно он изображён в качестве донатора в сцене Оплакивания, за его спиной показан Святой Зебальд. Картина, вероятно, была создана вскоре после смерти донатора.

- Алтарь «Мадонна с Младенцем и святыми Иеронимом и Амвросием» был создан в 1436 году по заказу Мано Орланди. Теперь он находится в базилике Оссерванца, однако документы свидетельствуют, что в 1441 году алтарь был установлен в храме Сан-Маурицио, который располагается за городскими воротами Сиены.

- Алтарь «Рождество Девы Марии» из церкви Святой Агаты в Ашано, недалеко от Сиены, не имеет точной датировки. Капелла, в которой он установлен, была построена в соответствии с завещанием некоего Орацио Паскуини, датированным 1437 годом. Алтарь, по всей вероятности был исполнен до смерти Паскуини в 1439 году или немного позднее по заказу Маттео Анджели, который был исполнителем воли усопшего, а в середине 1450-х годов — ректором этой капеллы. Стилистически этот алтарь выглядит современником алтаря из Оссерванцы, поэтому вряд ли мог быть созданным значительно позднее.

- Алтарь «Святой Георгий убивает дракона» (Провенцано, Муниципальный музей) происходит из церкви Сан-Кристофоро, вероятно был создан в соответствии с волей сиенского аристократа Джорджо Толомеи и датируется 1440 годом.

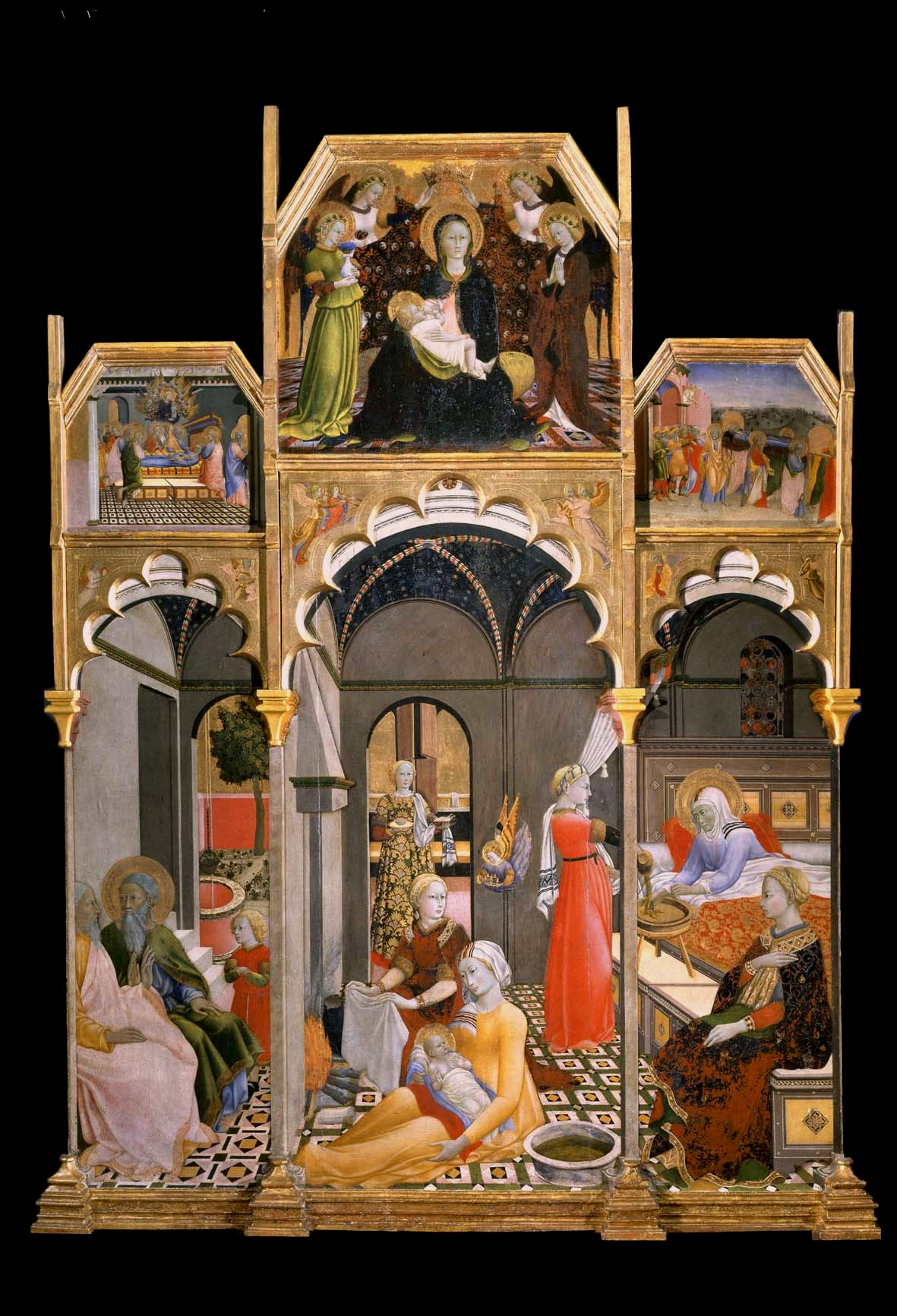
Алтарь Рождество Девы Марии. Ок. 1437. Церковь Святой Агаты, Ашано
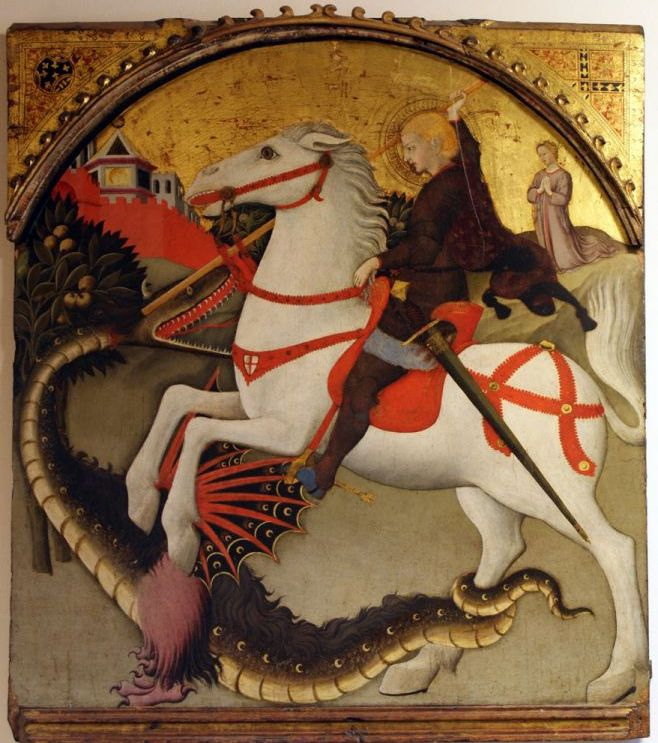
Святой Георгий убивает дракона. Ок. 1440. Провенцано, Муниципальный музей
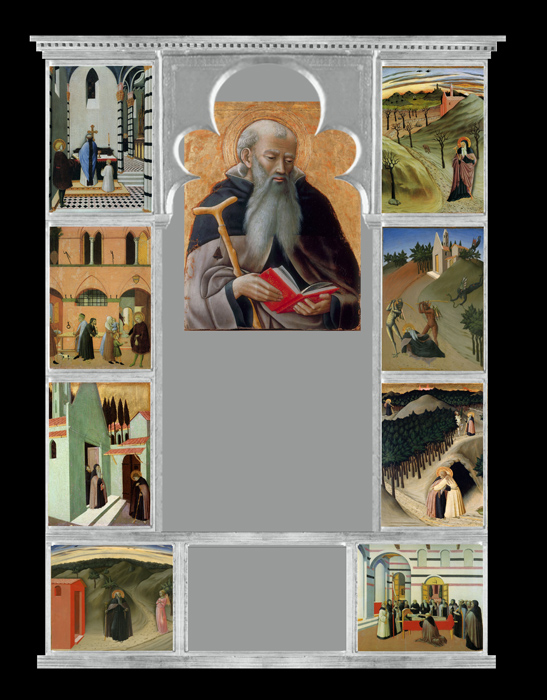
Алтарь Святого Антония-аббата. Реконструкция
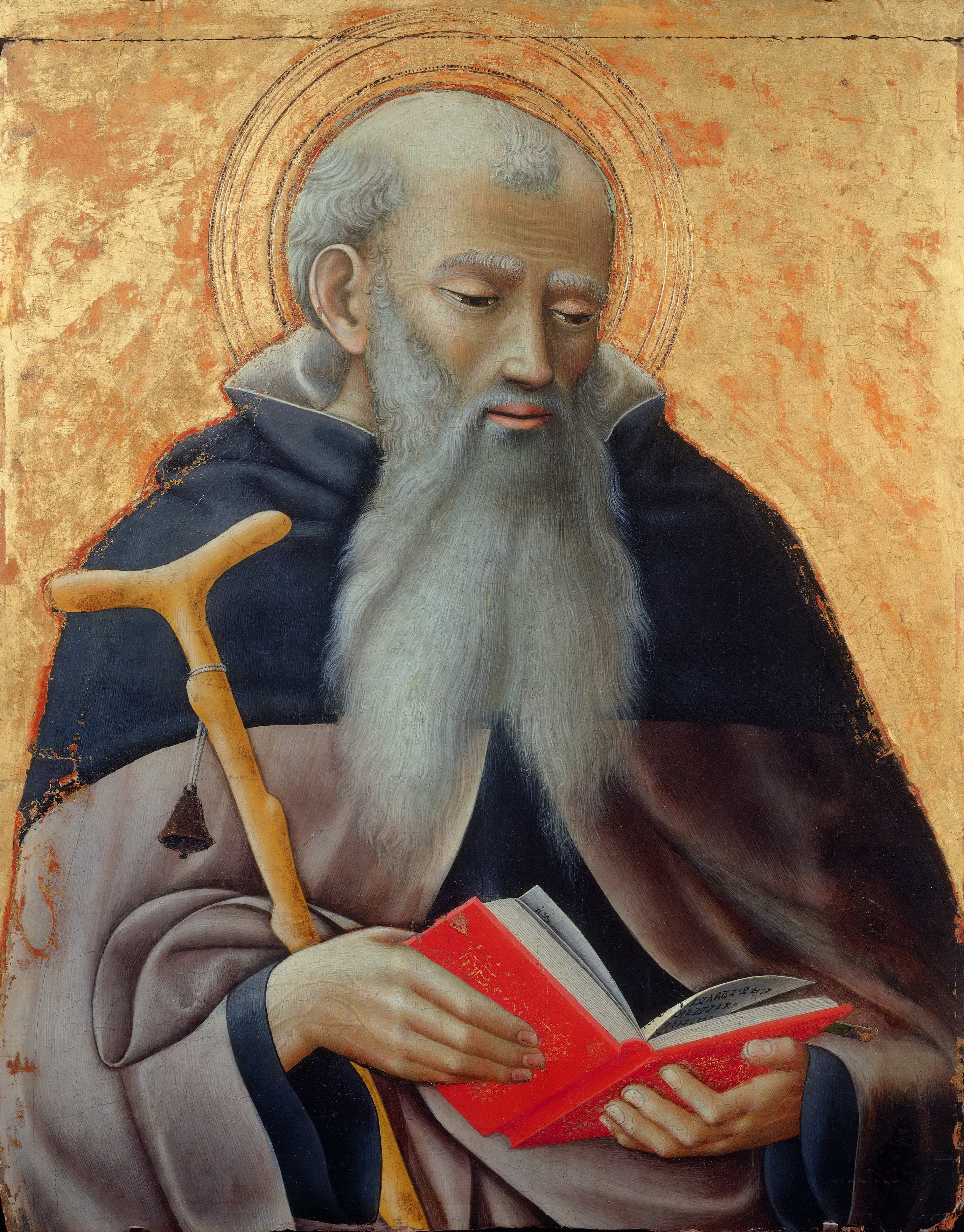
Святой Антоний. Деталь Алтаря Святого Антония-аббата. 1436. Лувр, Париж
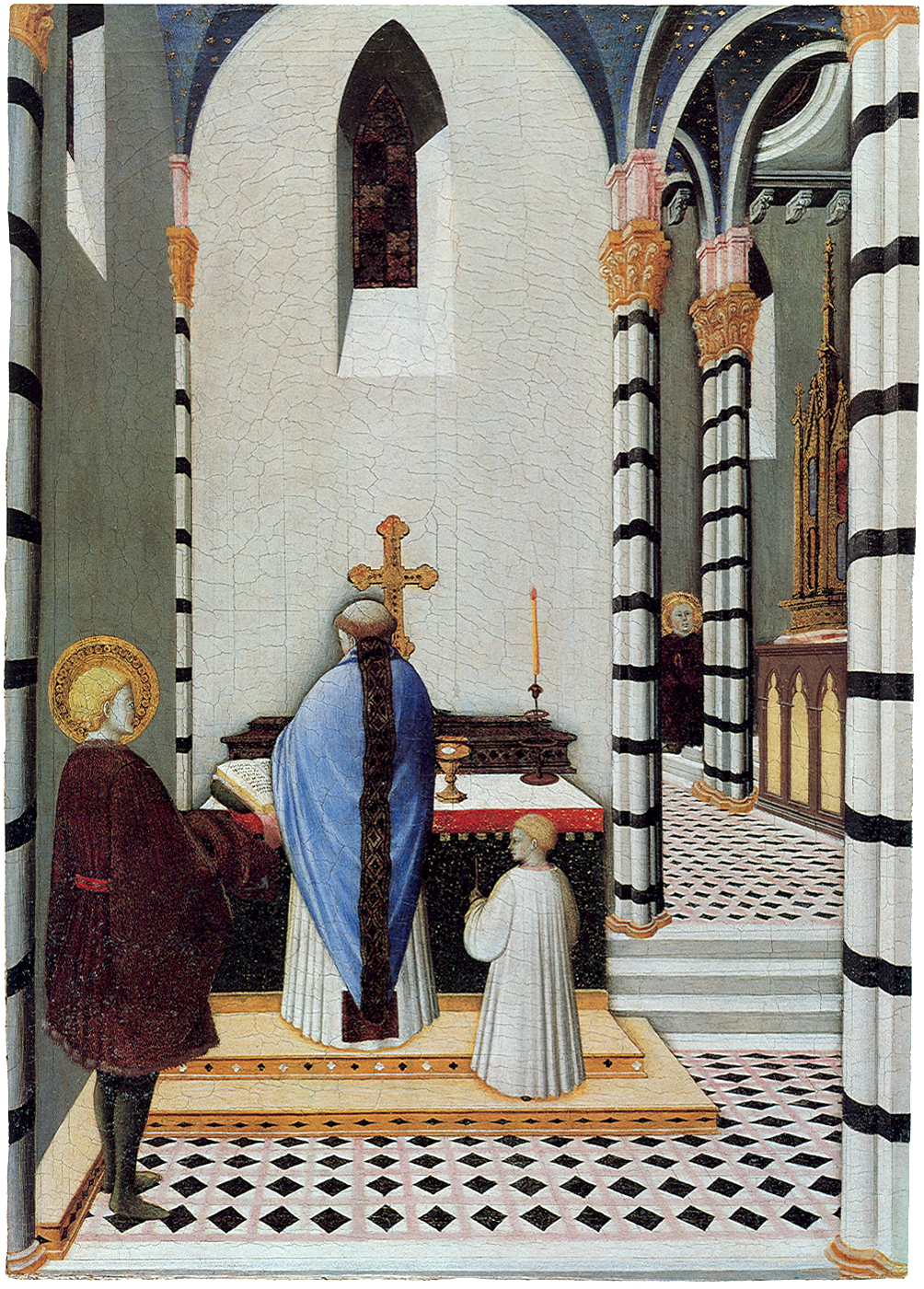
Святой Антоний служит мессу. Деталь Алтаря Святого Антония-аббата. 1436. Берлинская картинная галерея
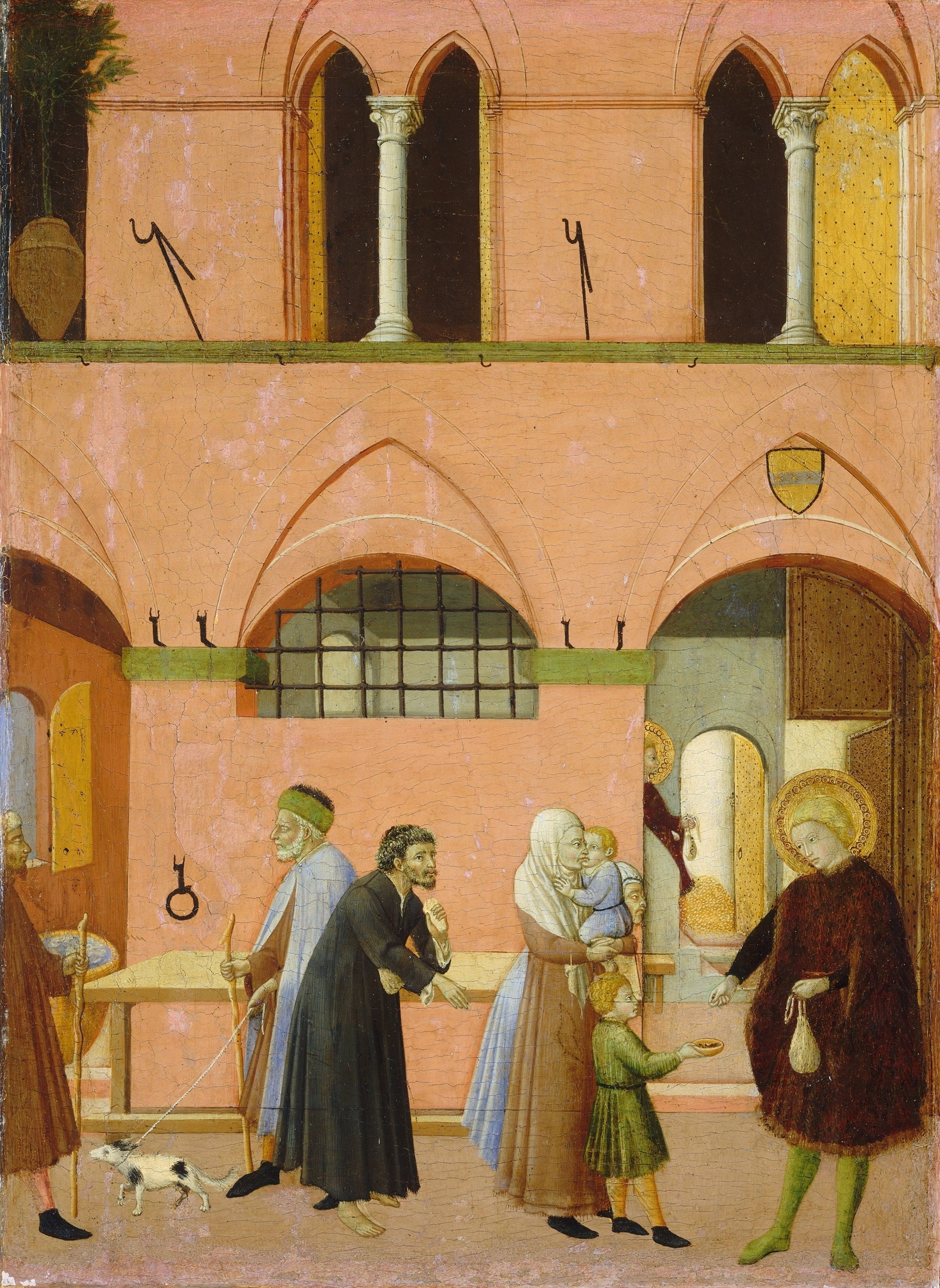
Святой Антоний раздаёт деньги бедным. Деталь Алтаря Святого Антония-аббата. 1436. Национальная галерея искусства, Вашингтон

- Алтарь Святого Антония-аббата был создан, как полагают, по заказу одного из представителей богатого семейства Мартиноцци, герб которого можно видеть в сцене «Святой Антоний раздаёт деньги бедным». Этот полиптих состоял из десяти панелей, из которых до наших дней сохранилось девять: «Св. Антоний-аббат» (Париж, Лувр), «Св. Антоний служит мессу» (Берлин, Государственные музеи), «Св. Антоний раздаёт деньги бедным» (Национальная галерея искусства, Вашингтон), «Св. Антоний покидает монастырь» (Национальная галерея, Вашингтон), «Дьявол в образе женщины искушает Святого Антония» (Галерея Йельского университета, Нью-Хэйвен), «Дьявол искушает Святого Антония россыпями золота» (Музей-Метрополитен, Нью-Йорк), «Св. Антоний мучимый демонами» (Галерея Йельского университета, Нью-Хэйвен), «Встреча святых Антония и Павла» (Национальная галерея искусства, Вашингтон), «Похороны св. Антония» (Национальная галерея искусства, Вашингтон). Алтарь, по всей вероятности, был создан для какой-то церкви августинцев, поскольку святой одет как представитель этого ордена, а в одной из сцен можно видеть храм монахов августинцев в Леччето.

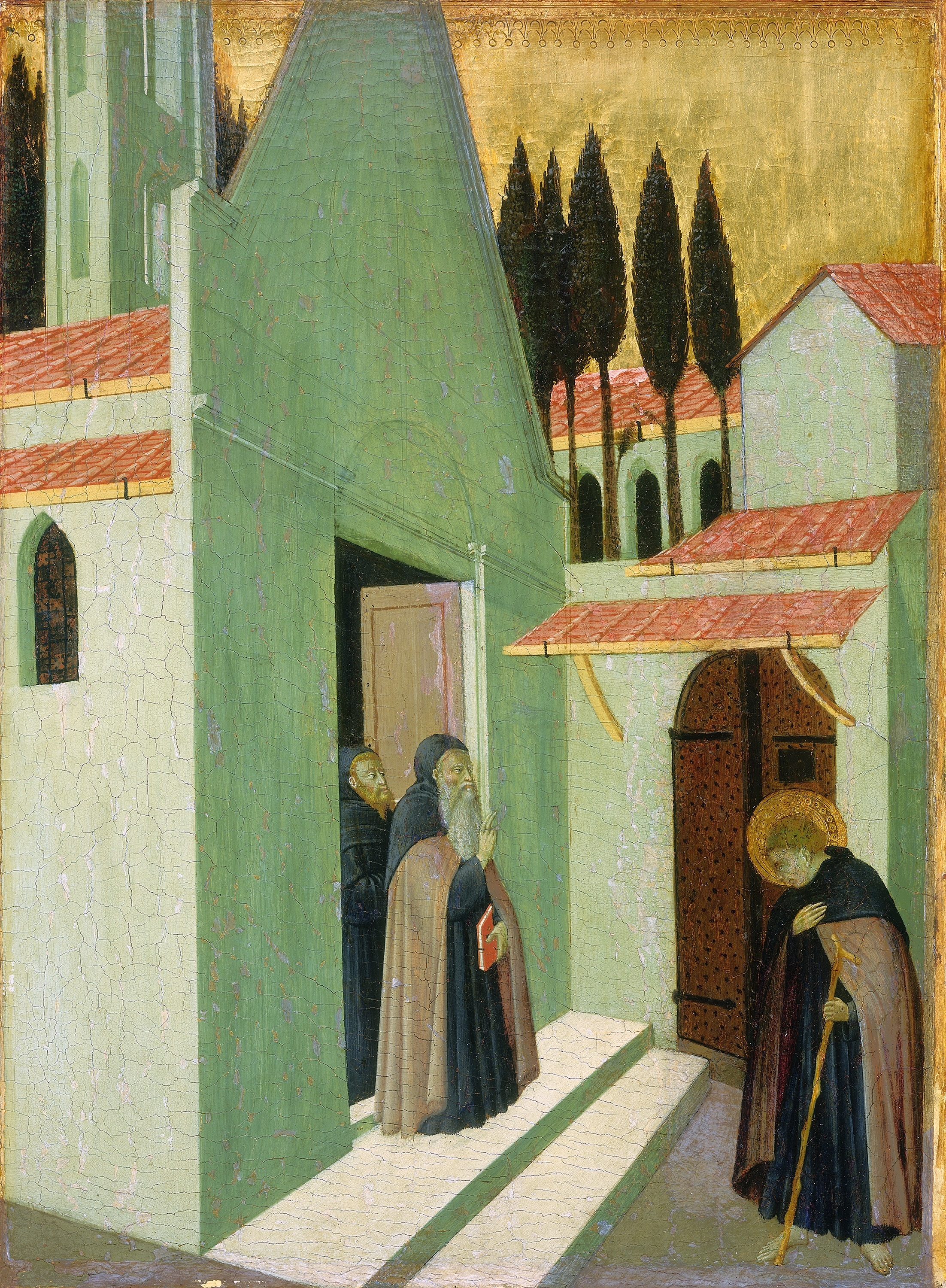
Святой Антоний покидает монастырь. Деталь Алтаря Святого Антония-аббата. 1436. Национальная галерея искусства, Вашингтон
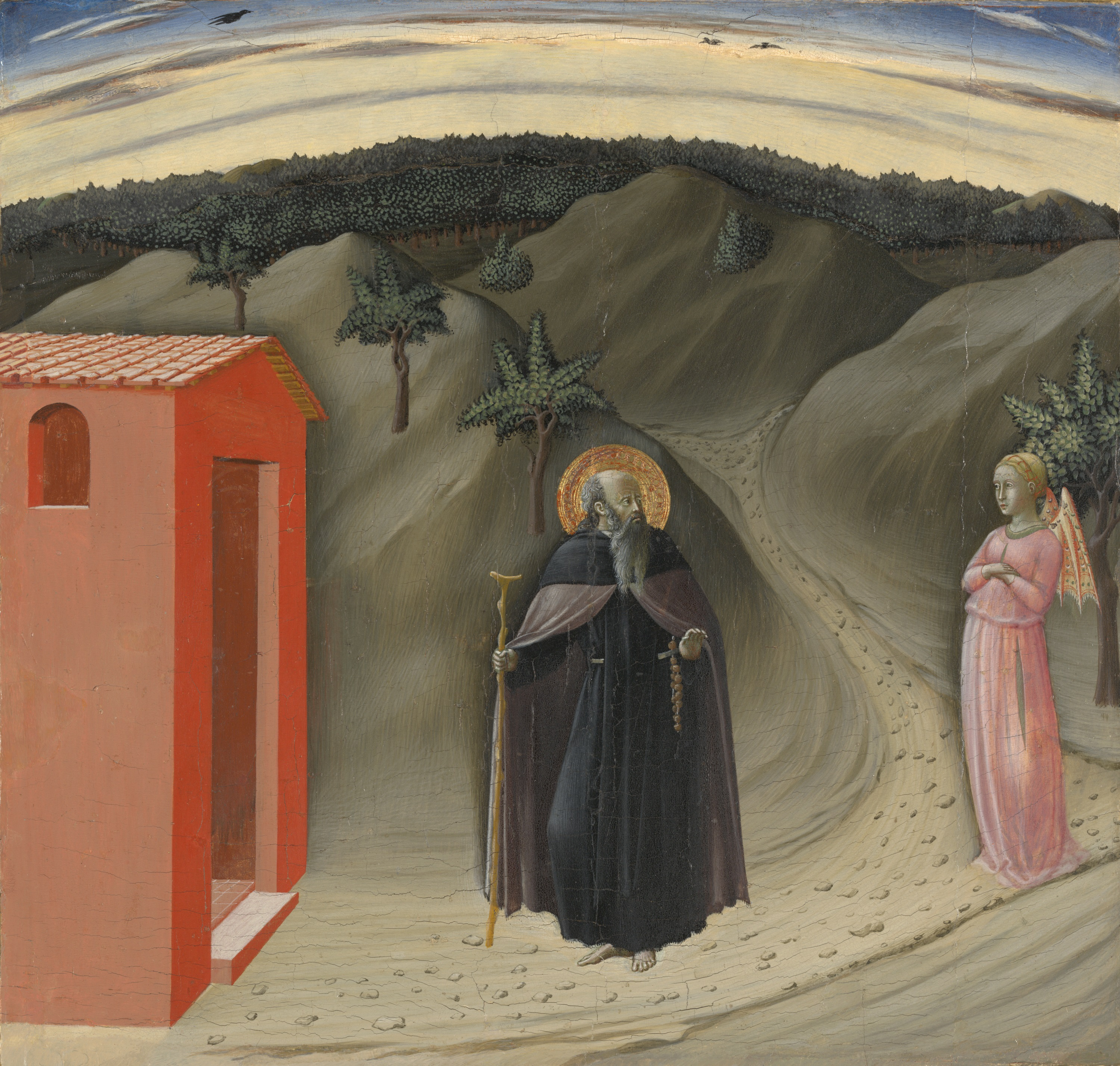
Дьявол в образе женщины искушает Святого Антония. Деталь Алтаря Святого Антония-аббата. 1436. Галерея Йельского университета, Нью-Хэйвен
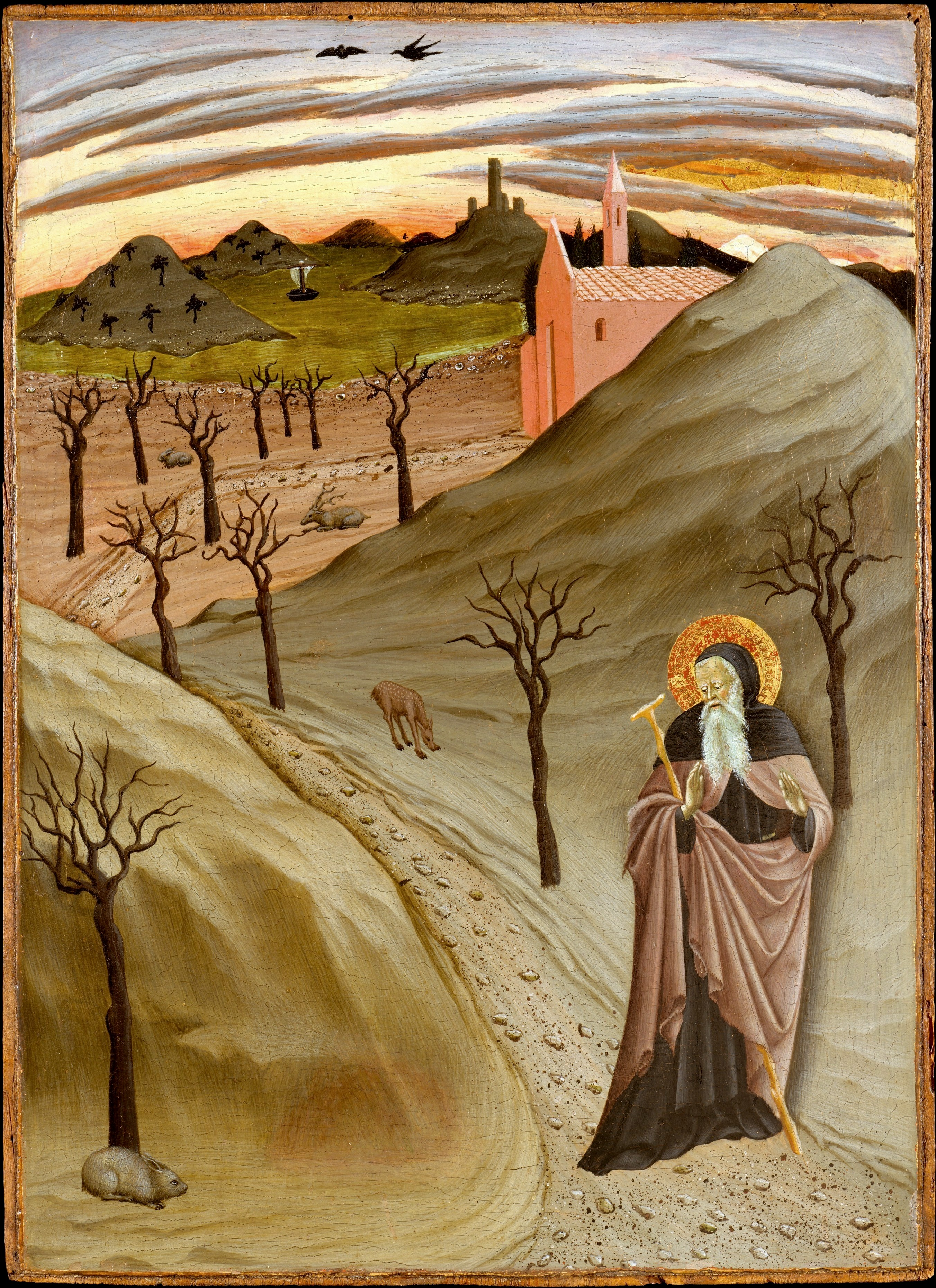
Дьявол искушает Святого Антония россыпями золота. Деталь Алтаря Святого Антония-аббата. 1436, Музей-Метрополитен, Нью-Йорк
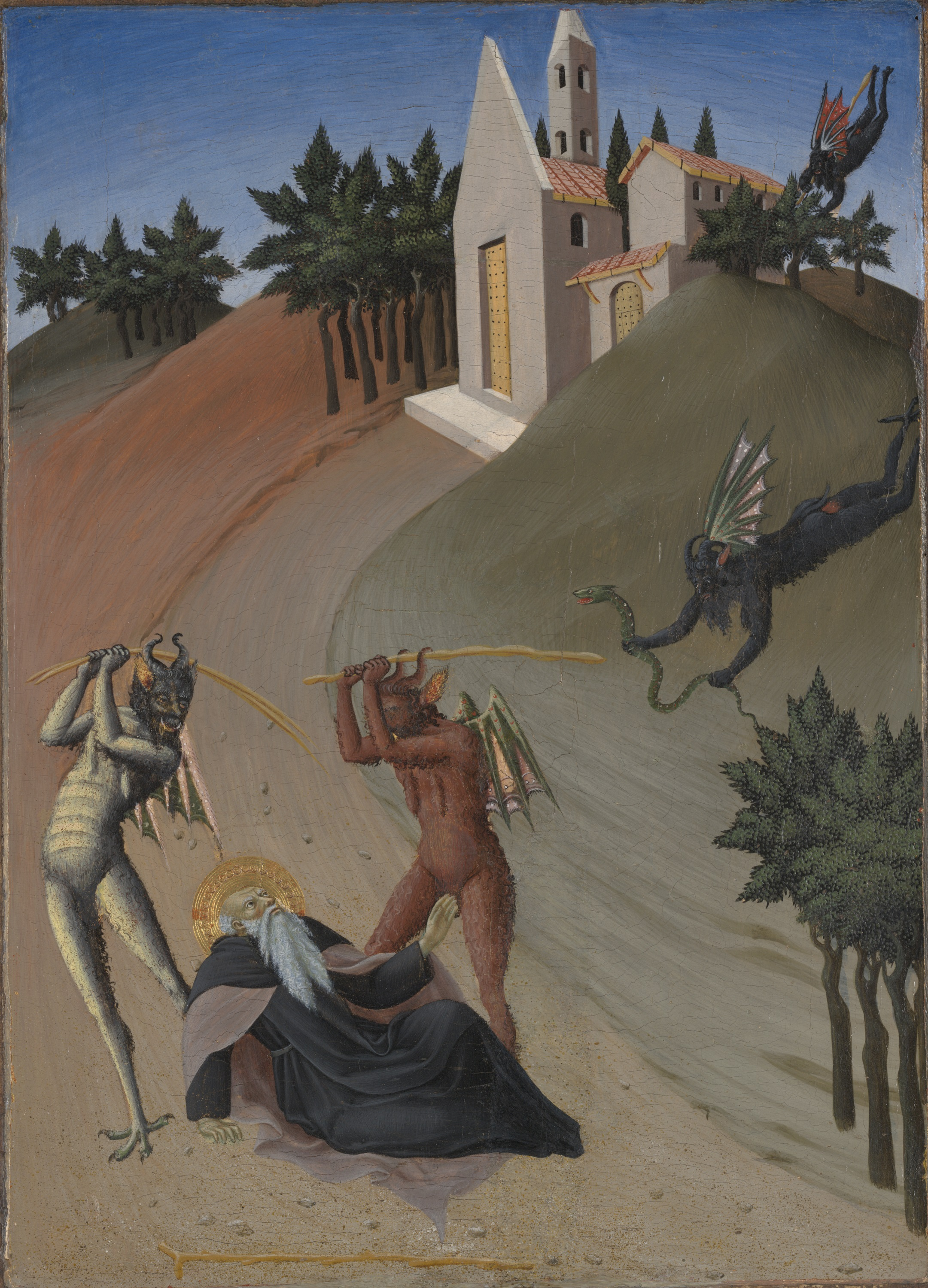
Святой Антоний мучимый демонами. Деталь Алтаря Святого Антония-аббата. 1436. Галерея Йельского университета, Нью-Хэйвен
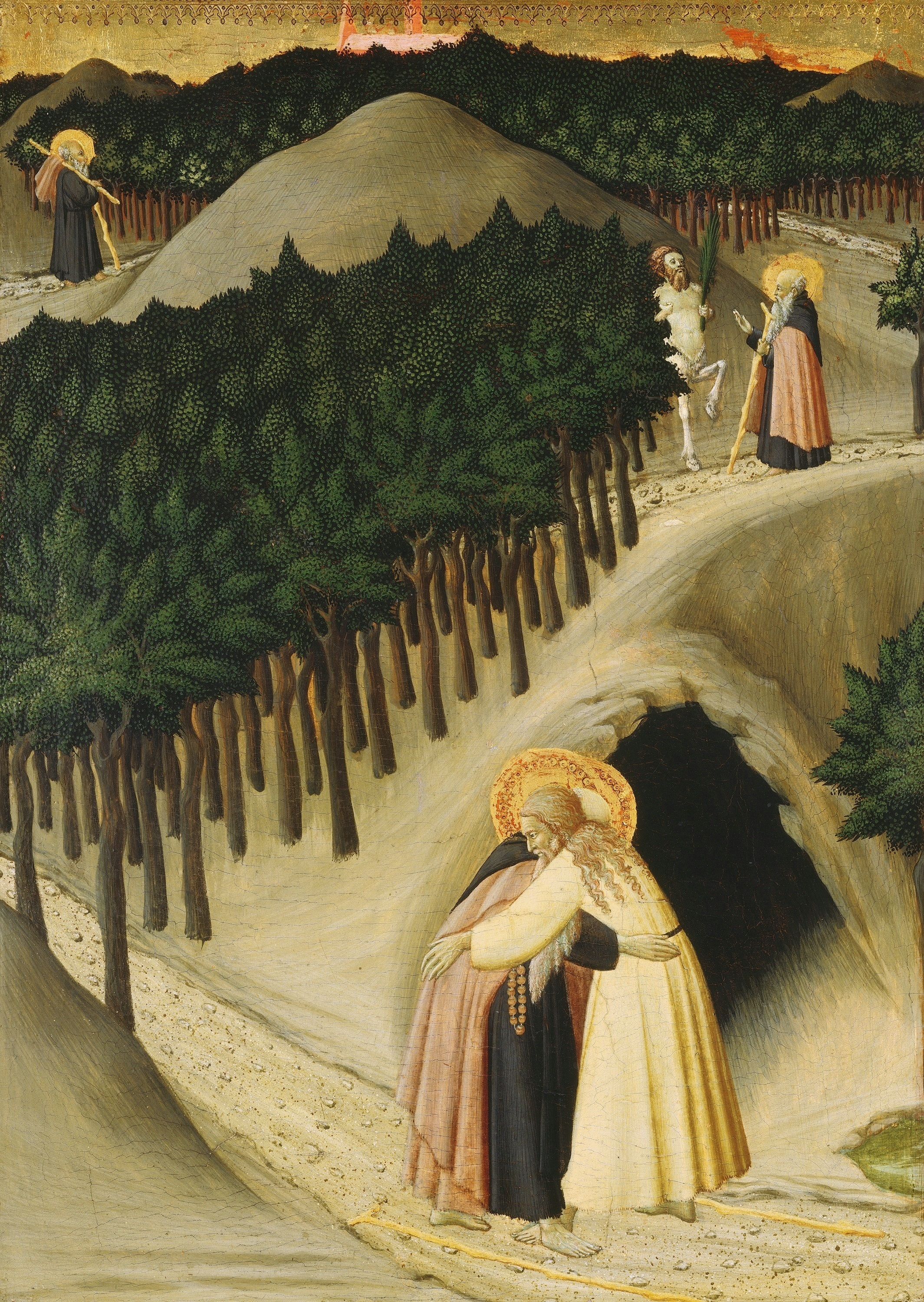
Встреча святых Антония и Павла. Деталь Алтаря Святого Антония-аббата. 1436. Национальная галерея искусства, Вашингтон.
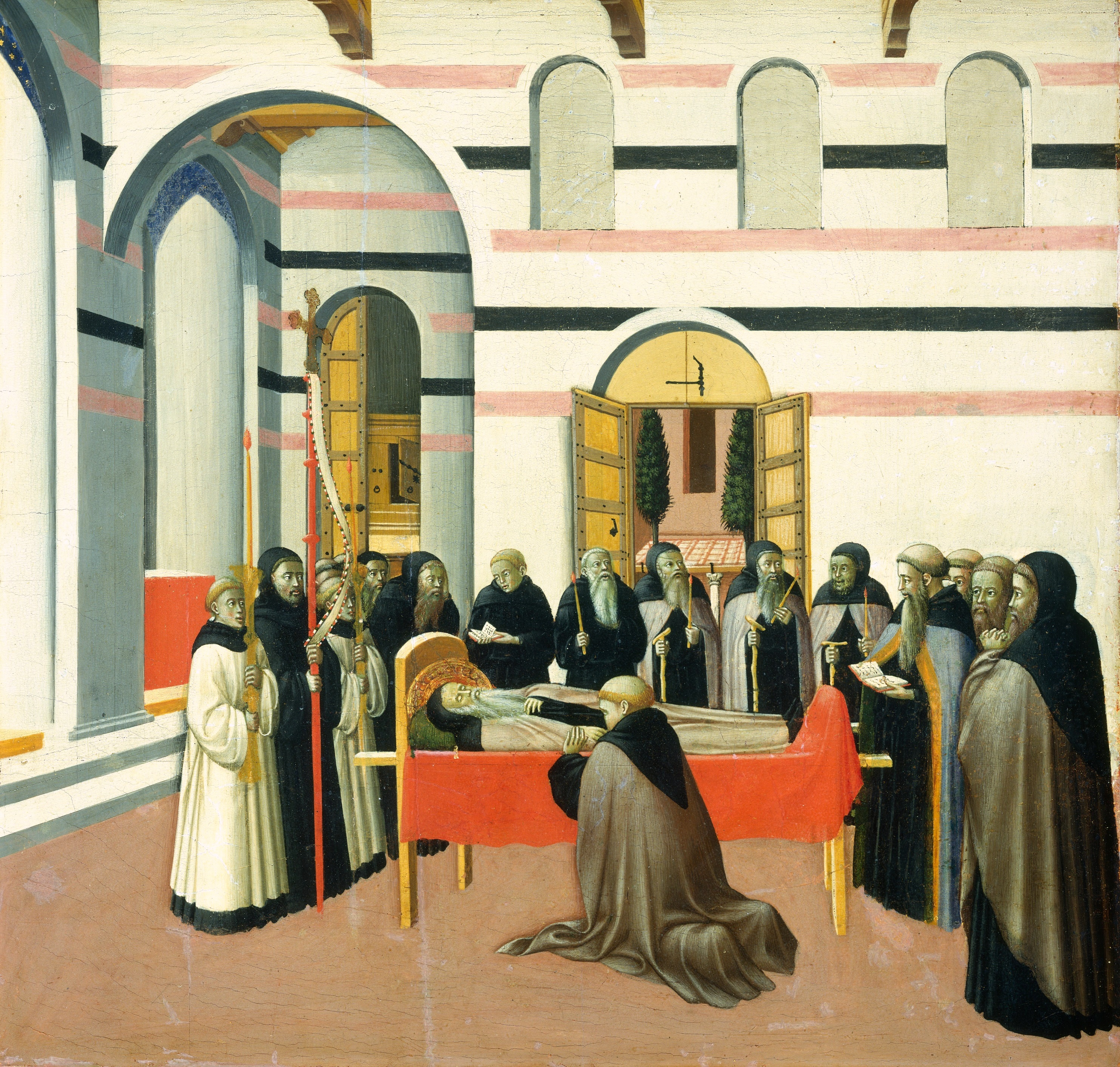
Похороны Святого Антония. Деталь Алтаря Святого Антония-аббата. 1436. Национальная галерея искусства, Вашингтон

- Мастеру Оссерванца также приписывают авторство панелей пределлы алтаря со сценами Страстного цикла. На них изображены: «Избиение Христа» (Ватиканская Пинакотека), «Путь на Голгофу» (Музей искусства, Филадельфия), «Распятие» (Музей восточного и западного искусства, Киев), «Сошествие во ад» (Институт искусств, Детройт), «Воскресение» (Институт искусств, Детройт). От самого алтаря остались только две панели: «Мадонна с Младенцем и двумя херувимами» (Музей-Метрополитен, Нью-Йорк), которая находилась в центре, и «Иоанн Креститель» (Частное собрание, Даллас). Происхождение этого алтаря неизвестно. По всей вероятности, ранее он находился в какой-то доминиканской церкви в Сиене или её окрестностях, поскольку иконографию сцены «Воскресения» исследователи возводят к поэме «La resurrezione», которую в 1364 году написал близкий друг и последователь Екатерины Сиенской — доминиканец Чичеркья. Он сопровождал святую в 1367 году в Авиньон, а его поэма имела большой успех у праведных прихожан. Эту версию отстаивает К. Стрелке (2004). Согласно иной реконструкции алтаря (Андреа де Марки, 2010) в его состав входили изображения святых Луции (Монте-деи-Паски, Сиена), Франциска (Пинакотека, Сиена) и Ансано (Частное собрание, Турин). Присутствие в алтаре Святого Франциска делает версию К. Стрелке о доминиканском происхождении произведения проблематичной. Создание этого алтаря относят к 1440—1444 годам.

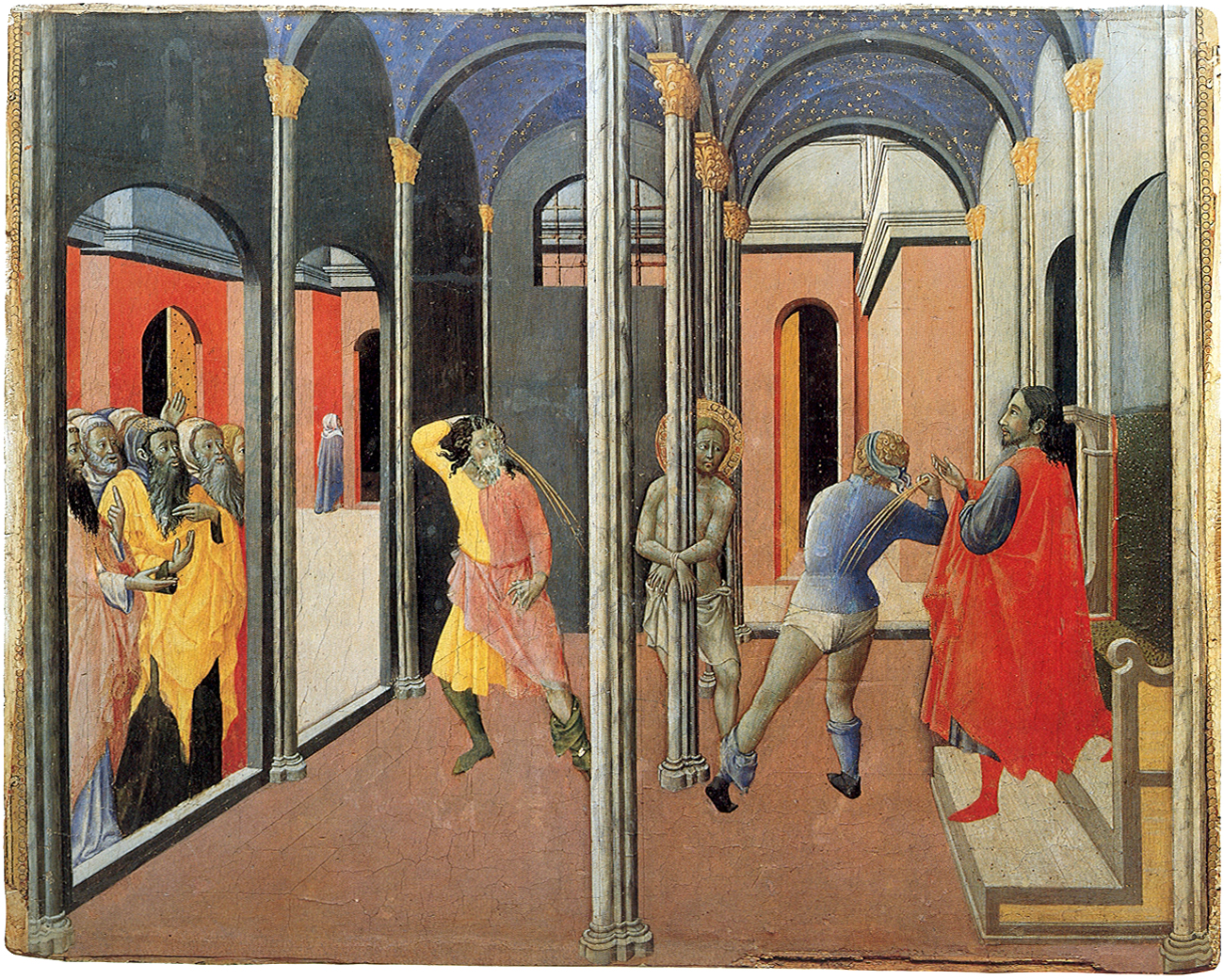
Бичевание Христа. 1440—1444. Ватиканская Пинакотека
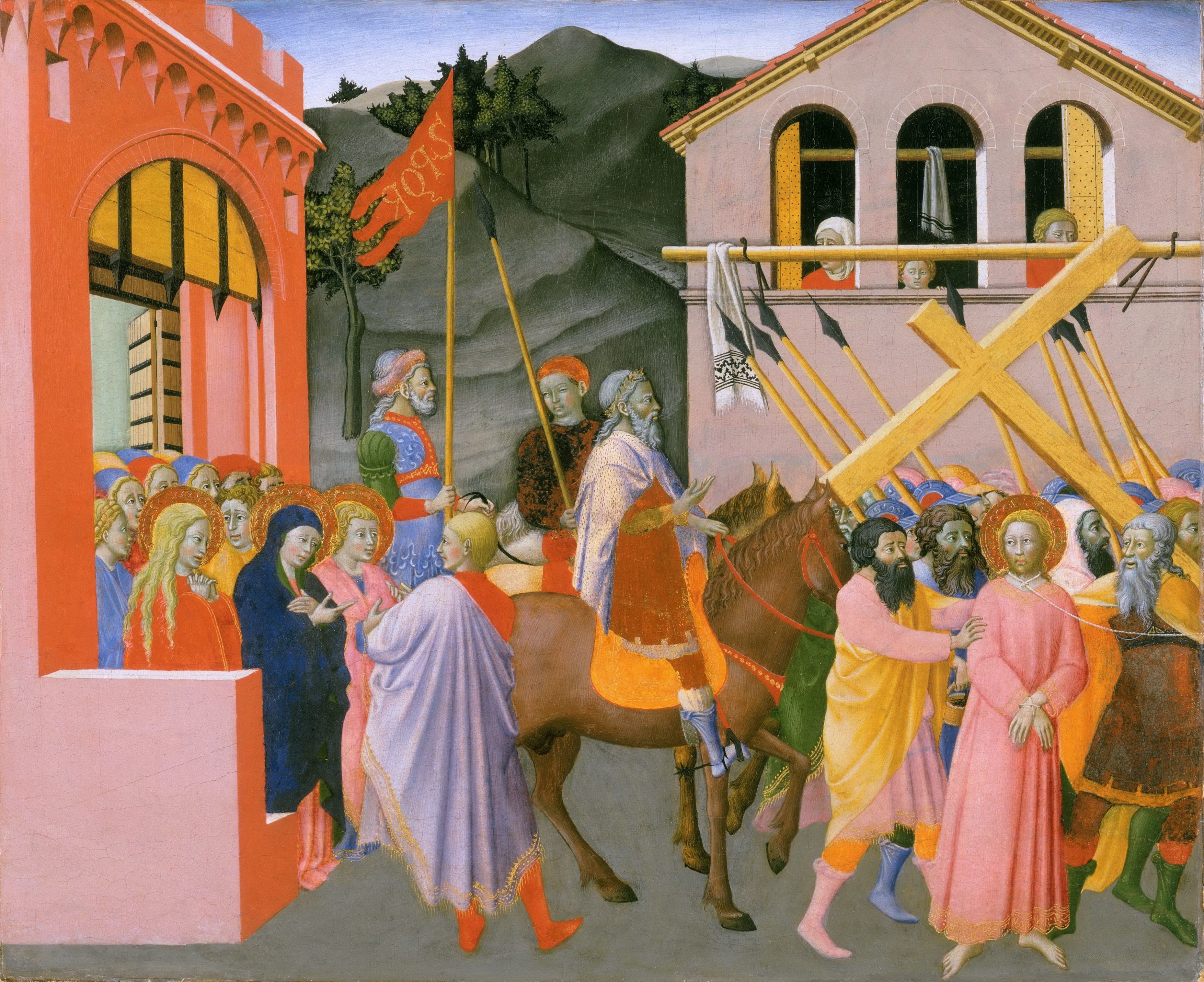
Путь на Голгофу. 1440—1444. Музей искусства, Филадельфия
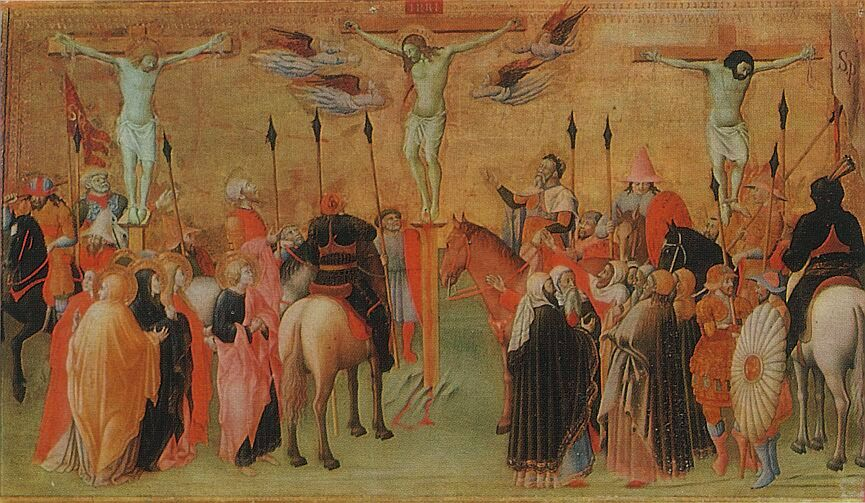
Распятие. 1440—1444.  Музей восточного и западного искусства, Киев
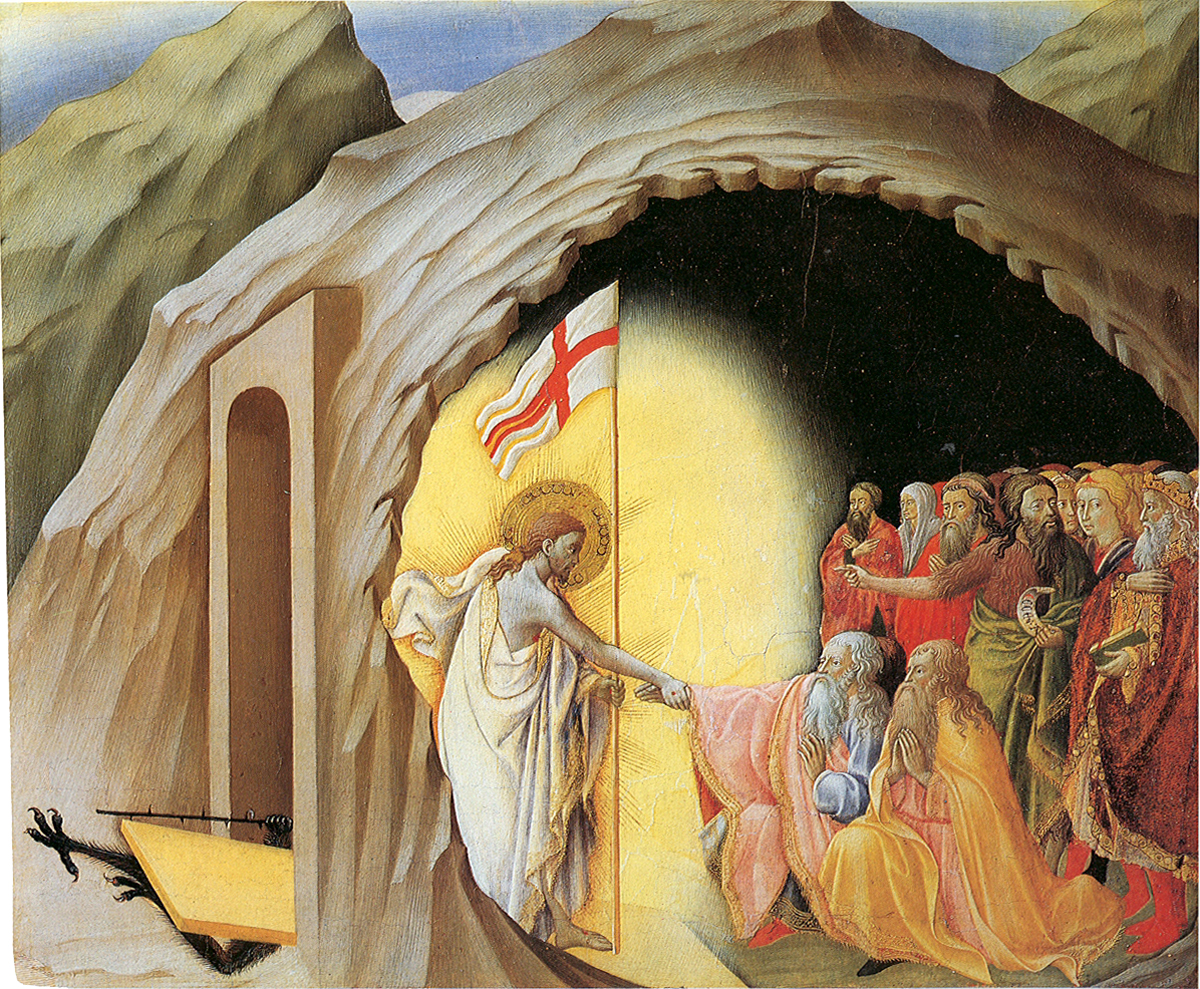
Сошествие в Лимб. 1440—1444. Институт искусств, Детройт
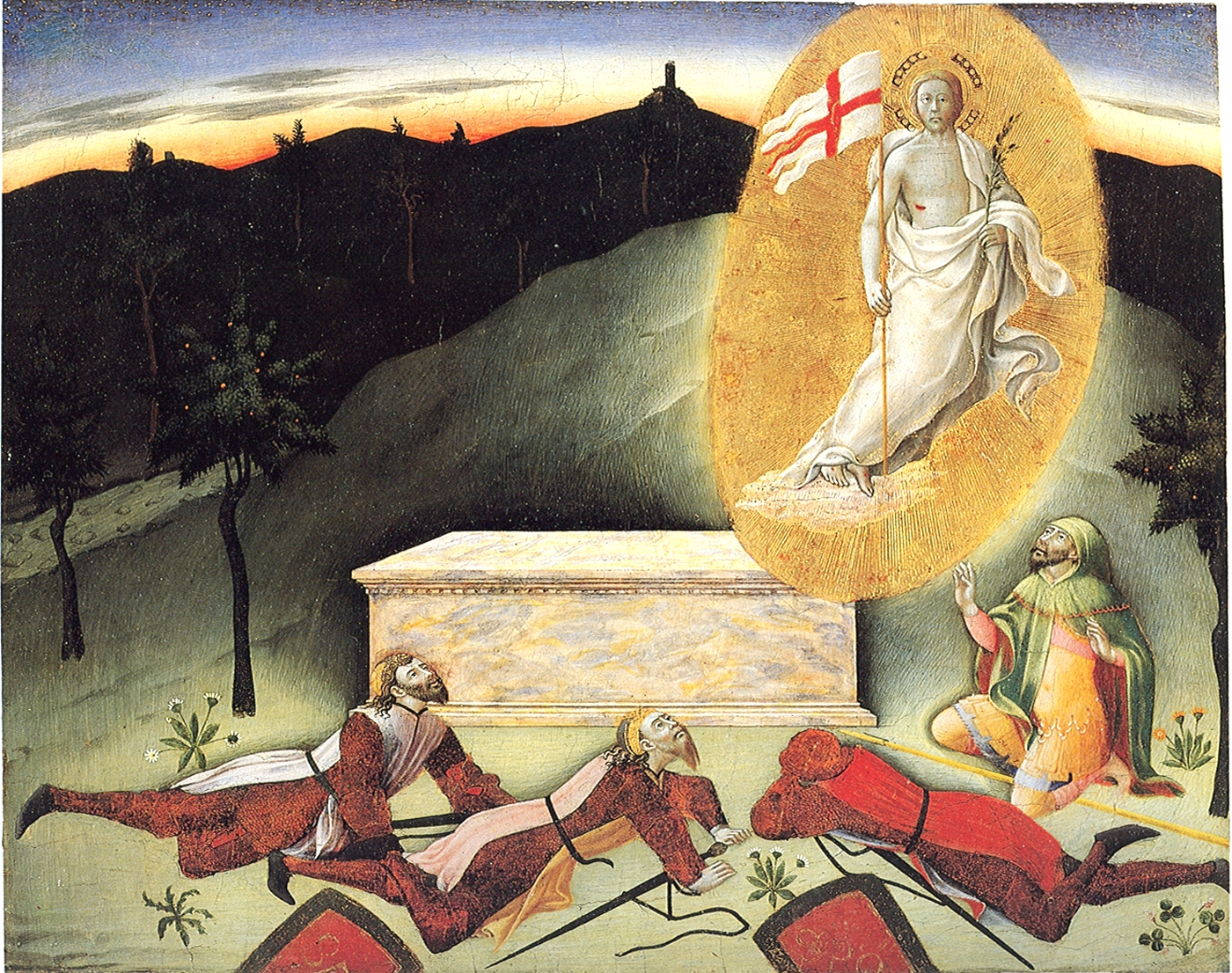
Воскресение. 1440—1444. Институт искусств, Детройт
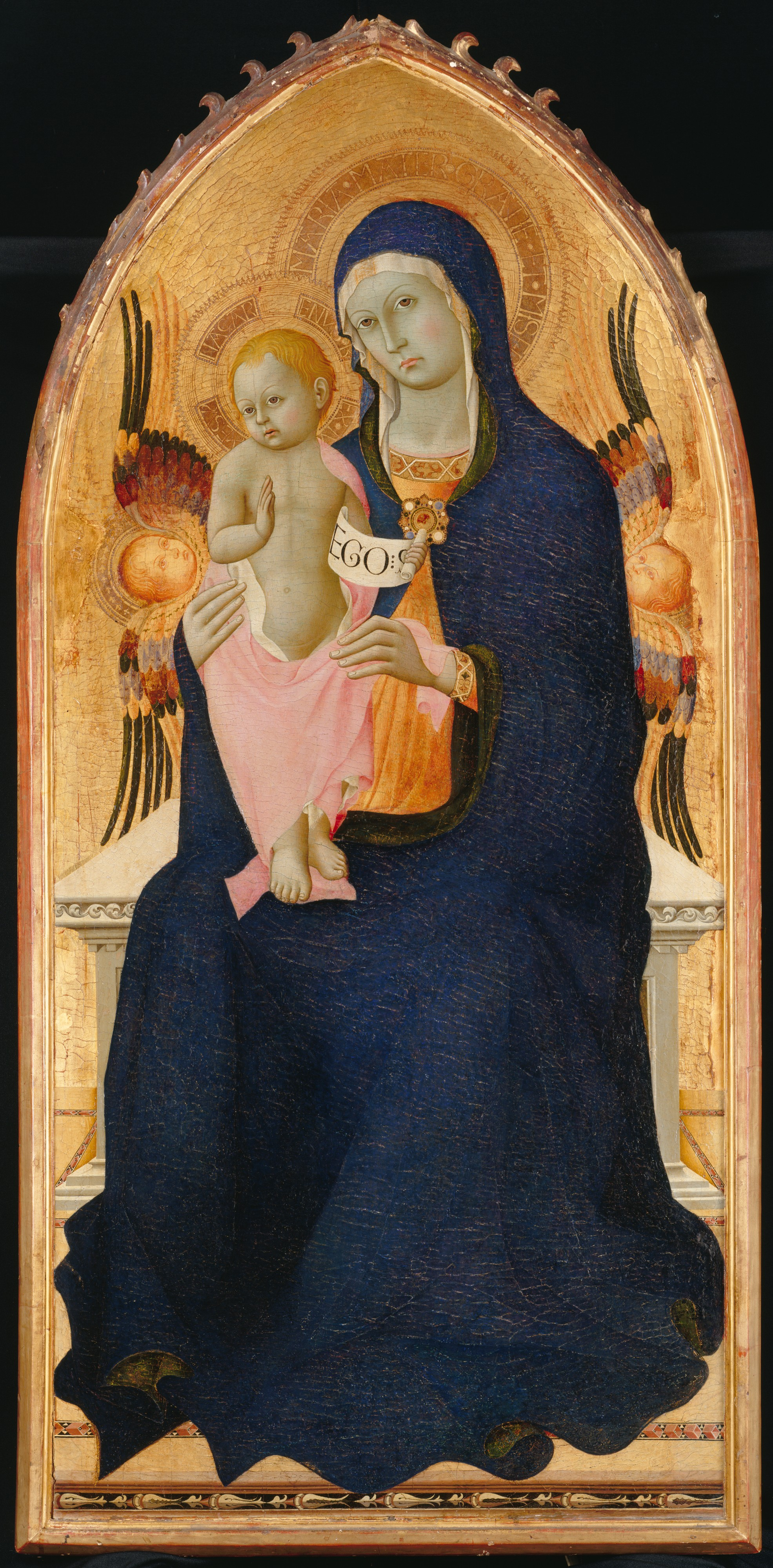
Мадонна с Младенцем и двумя херувимами. 1440—1444. Музей-Метрополитен, Нью-Йорк

Кроме этих основных произведений, художнику приписывают ещё ряд менее значительных работ: «Рождество Девы Марии» (Национальная галерея, Лондон), небольшие портативные триптихи — «Мадонна Смирения со святыми Франциском и Иоанном Крестителем» (1435—1438. Коллекция Киджи-Сарачини, Сиена), «Мадонна Смирения со святыми Екатериной Александрийской и Иоанном Крестителем» (1435—1440. Муниципальный музей, Пиэнца), несколько панелей от алтарей — «Святой Ансано» и «Святой Франциск» (Пинакотека, Сиена), «Христос Спаситель» (ок. 1450, Коллекция Витторио Чини, Венеция) и другие.
Идентификация анонимного Мастера Оссерванца была в центре дискуссий, развёрнутых историками искусства в последние семьдесят лет. Бернард Бернсон (1932) приписывал ряд работ мастера молодому Сано ди Пьетро. Это предположение было поддержано Чезаре Бранди (1949) и Миклошем Босковицем (2003). Роберто Лонги (1940) считал мастера «несколько архаичным Сассеттой». Альберто Грациани (1948) и Джон Поуп-Хеннесси (1956) предполагали, что это был Вико де Лука — художник, который сотрудничал с Сассеттой в 1442 году. Чечилия Алесси и Пьеро Скарпекки (1985) идентифицировали мастера с сиенским художником Франческо ди Бартоломео Алфеи (документирован в 1453—1483 годах). Кейт Кристиансен (1988) считал, что художник работал в большой мастерской (compagnia), вероятно с Сано ди Пьетро, о котором до 1444 года нет никаких сведений. Наконец, итальянская исследовательница Мария Фальконе в 2010 году опубликовала документ, касающийся создания алтаря «Рождество Девы Марии» из церкви Святой Агаты в Ашано, согласно которому священник из этой церкви отказался оплачивать работу мастера. Поскольку эта церковь относится к епископству Ареццо, сиенское правительство вынуждено было обратиться к епископу Ареццо с претензией, в которой имя автора алтаря обозначено как Сано ди Пьетро. Таким образом, многолетняя дискуссия, по всей вероятности, близится к концу, а большинство произведений Мастера Оссерванца переходит в каталог Сано ди Пьетро, как работы представляющие его ранний период.